# Wang Shanshan
Wang Shanshan (chinesisch 王珊珊; Pinyin: Wáng Shānshān; * 27. Januar 1990 in Luoyang) ist eine chinesische Fußballspielerin.

## Karriere

### Klub
Bis Ende 2017 spielte sie bei Tianjin Huisen, danach wechselte sie zum Dalian WFC, bei dem sie bis zur Auflösung des Klubs auch verblieb. Darauffolgend war ihre nächste Station der Wuhan Jianghan University FC, bei dem sie die nächsten beiden Saisons aktiv war. Von Anfang 2021 bis Februar 2022 gehörte sie danach Tianjin Shengde und ist seitdem zurück beim Wuhan Jianghan University FC.

### Nationalmannschaft
Nachdem sie Teil der Mannschaft bei der Universiade 2011 war, machte sie im März 2012 gegen Deutschland auch ihr Debüt in der A-Nationalmannschaft. Mit der Mannschaft nahm sie an den Ausgaben des Algarve Cup 2014, 2015, 2017, 2018, 2019. Auch beim Vier-Nationen-Turnier 2019 in Wuhan war sie dabei. Weiter war sie noch Teil der Mannschaft bei den Olympischen Spielen 2016 und 2020, der Ostasienmeisterschaft 2022, der Asienmeisterschaft 2018 und 2022, sowie der Weltmeisterschaft 2015 und 2019.
Besondere Bekanntheit erlangte sie zudem durch ihren Dreifachen Hattrick in der ersten Spielzeit eines 18:0-Sieges über Tadschikistan während der Asienspiele 2018.